# 國立臺灣大學昆蟲標本館
25°00′41″N 121°32′26″E / 25.0112956°N 121.5405304°E
國立臺灣大學昆蟲標本館，創立於1936年，位於台灣台北市蟾蜍山下。承接自臺北帝國大學時代標本室的收藏，館內收藏為數眾多的百年以上之老標本與珍貴標本。 

## 歷史
1903年，當時日本欲在台大力種植水稻，於今台灣大學公館校區附近建造的農試所昆蟲部是農試所最早的建物，派了日本昆蟲學家素木得一，1907年來台擔任農試所昆蟲部主管，研究台灣病蟲害長達30餘年。

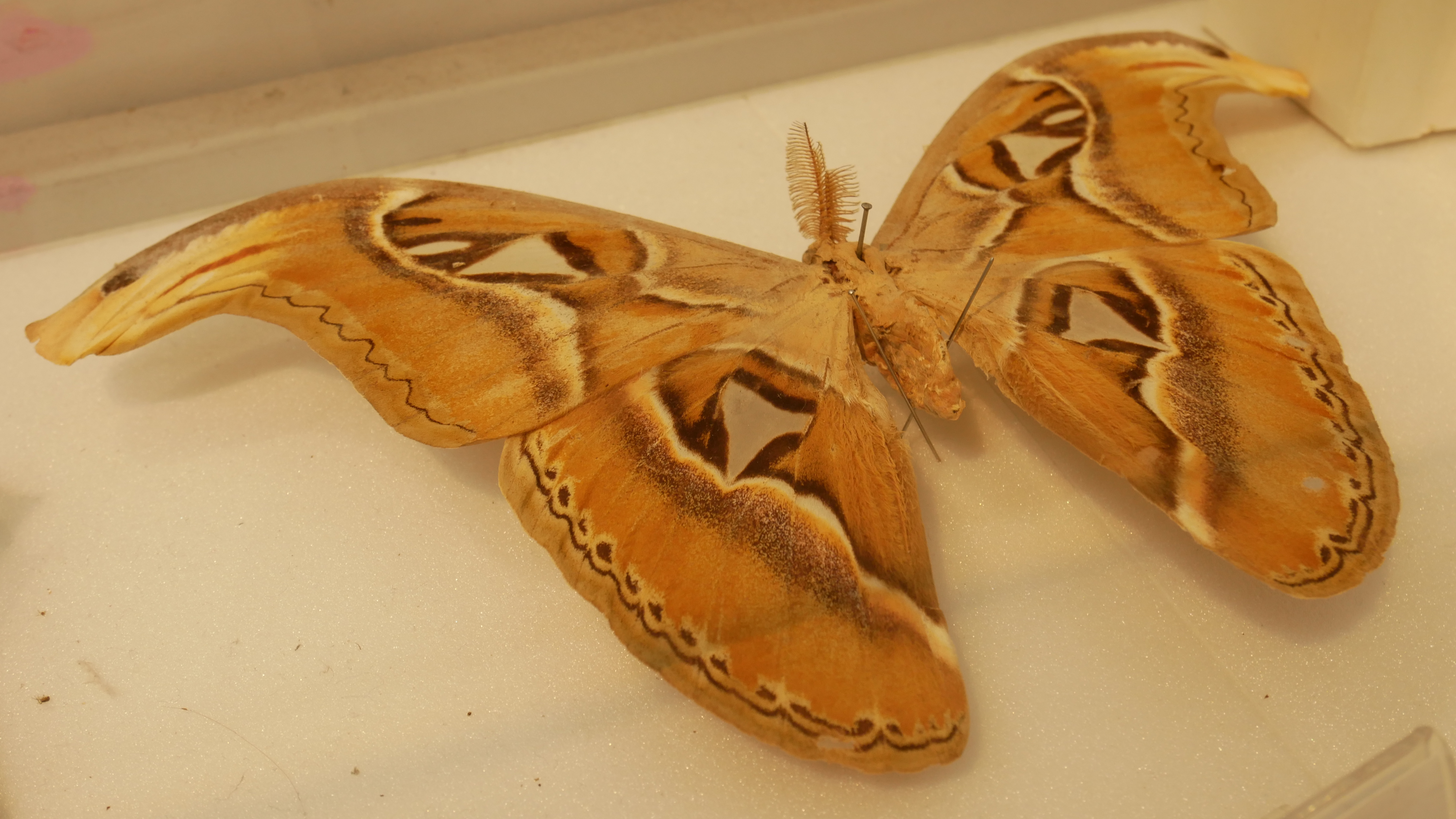
皇蛾針插標本

1923年，裕仁皇太子至台灣時，曾至該館視察。
日治時期的臺北帝國大學於1928年3月17日設立，初設理農學部及文政學部，當時理農學部農學科中有昆蟲及養蠶講座，日本博物學者素木得一教授，1907年來臺，任總督府農事試驗場事務及昆蟲部長。次年與佐佐木忠次郎等前往廣東、廣西等地調查，並自海南輸入天蠶繭培育。1909年前往美國尋求輸入綿吹介殼蟲之天敵澳洲瓢蟲，約六個月，三年之內完全去除蟲害。領導昆蟲學界從事學術研究及實際害蟲防治工作，臺灣昆蟲學研究基礎為其一手所創立。著作甚多，主要有《臺灣害蟲目錄》、《日本昆蟲圖鑑》、《分類昆蟲學大系》等。
昆蟲標本之典藏始於1918年進行全島性之昆蟲採集，目前除蒐藏日據時代之標本外，尚包含台灣光復後所採集，尤其是於1980年之後，國科會積極鼓勵調查，因而標本數量激增。目前蒐藏之標本已超過40萬隻，其中包括1055種、2140隻的模式標本。
由於社會繁榮及農業環境發生變化，及國人對環境保護、自然保育的作物及人畜病蟲害受到重視，發展的方向同時也兼顧人畜、衛生害蟲、有用昆蟲之利用，及生物技術、環境污染及生態保育方面之研究與應用。現推動 數位化國立臺灣大學昆蟲學系昆蟲標本館所典藏標本，並建置「臺灣大學昆蟲標本館數位典藏」網站 。

## 建築

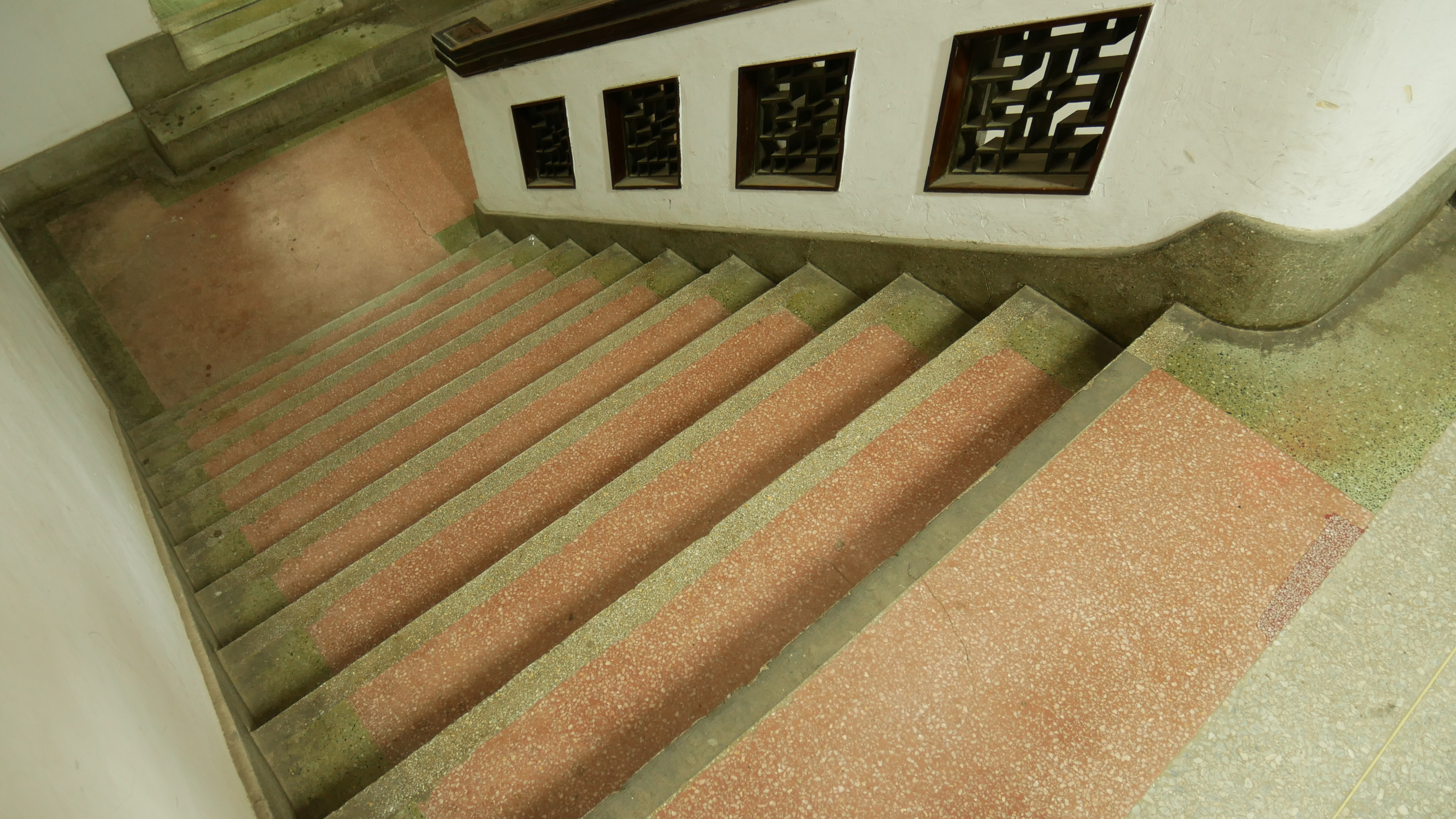
階梯

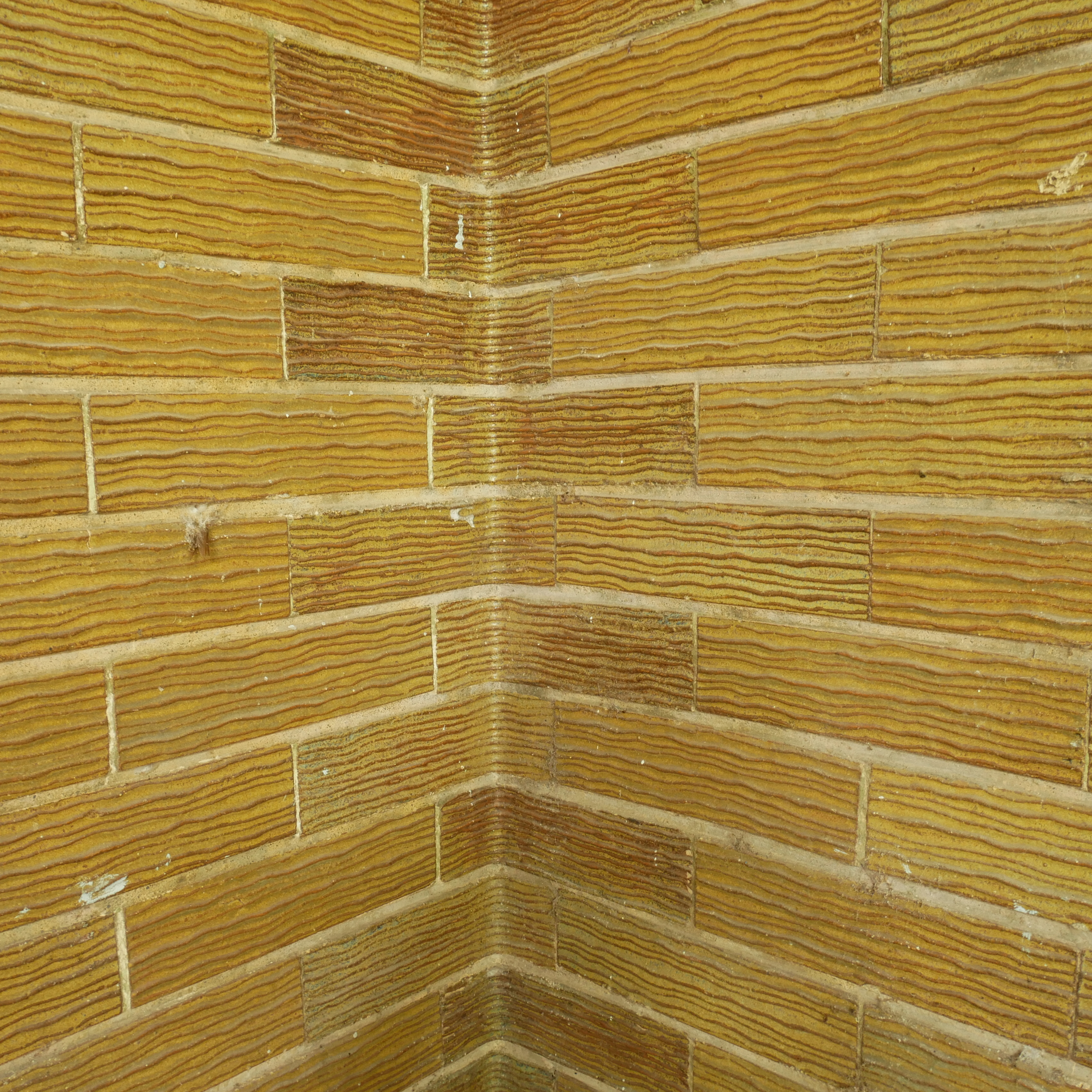
溝面磚

日據時期農業發展中心的「臺灣總督府農業試驗所病理昆蟲科」和「臺北帝國大學農學部昆蟲學及養蠶學教室」座落在台北市蟾蜍山文化景觀內，2007年10月6日同時被指定市定古蹟。
「臺北帝國大學農學部昆蟲學及養蠶學教室」及「臺灣總督府農業試驗所病理昆蟲科」，是1936年一體建造的同一棟樓房，後來組織改變右邊的部分，劃歸「臺灣總督府農業試驗所病理昆蟲科」已閒置多年，同一區域的台科大也反應指定古蹟後面臨編列修繕經費問題。建物為二層樓「回」字型磚造建物，四周有內外磚拱迴廊，建物挑高、上下拉窗高大，為日治初期代表性建築。二層磚造建物外牆一樓為溝面磚飾，二樓為洗石子，內部空間更保存原有門窗、置物櫃、樓梯。依教師所學專長設研究室，分別研究昆蟲之生理、生態、分類、病理、毒理、抗藥性管理、神經生物、發育生物、行為、遺傳進化、昆蟲保育、生物技術等。

## 蒐藏內容與展示主題[8]
典藏區

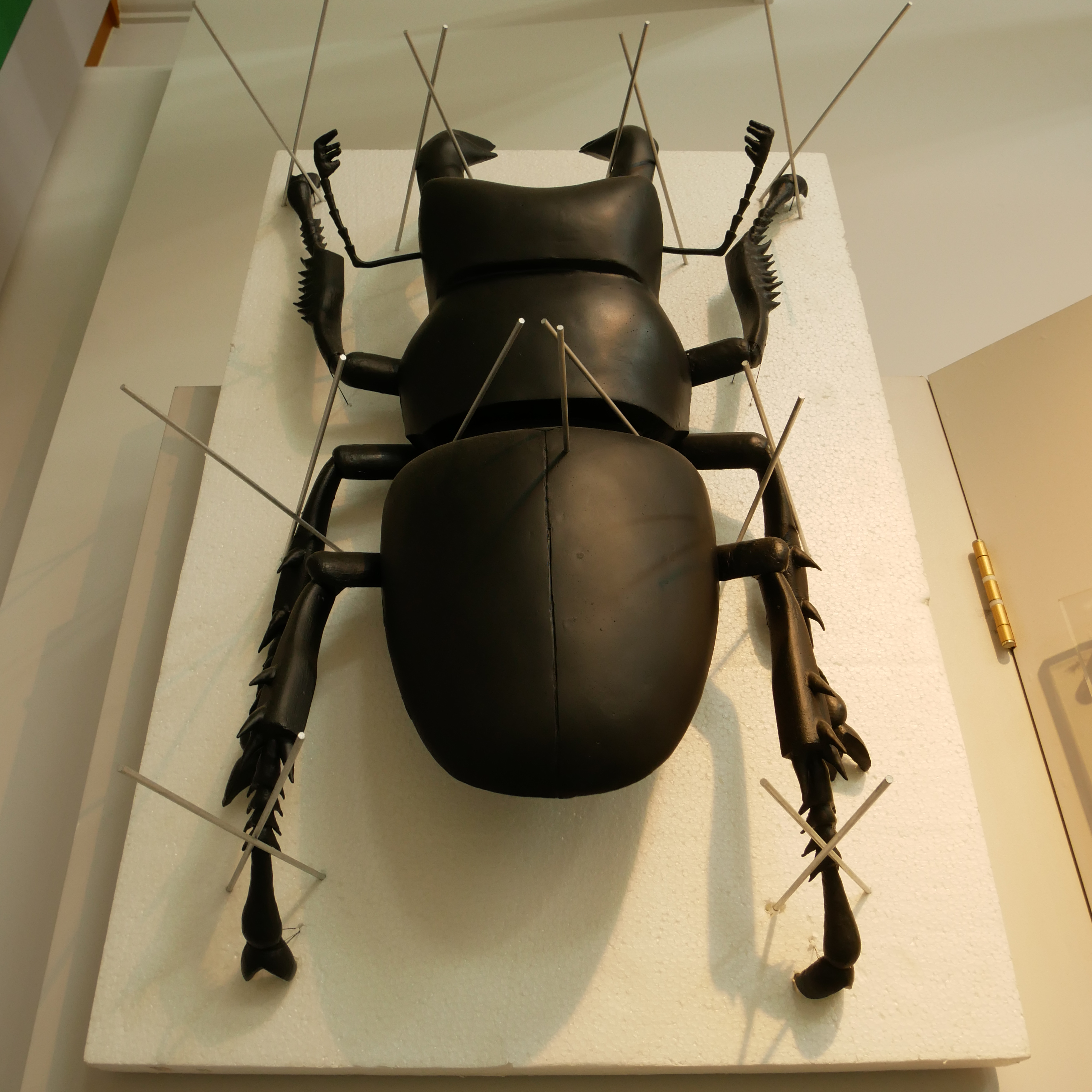
鍬形蟲針插標本模型

模式標本、研究標本、教學標本、展示標本四類。蒐藏空間及內容包括：1. 典藏區：典藏之標本超過33萬個體，主要包括半翅目、直翅目、革翅目、膜翅目及長翅目等。
特展區
推廣昆蟲學知識，讓民眾對昆蟲學之應用及學術研究有進一步認識。展示主題包括昆蟲館紀事、寬尾鳳蝶的發現、保育類昆蟲區、民俗昆蟲及文化區、標本教育區、昆蟲生態區、教師主題區、採集教育區、多媒體互動區及世界昆蟲區等。